# Vámosoroszi
Vámosoroszi là một thị trấn thuộc hạt Szabolcs-Szatmár-Bereg, Hungary. Thị trấn này có diện tích 13,16 km², dân số năm 2010 là 499 người, mật độ 38 người/km².